# Koeficijent emisije ugljen-dioksida
Koeficijent emisije ugljen-dioksida je koeficijent koji pokazuje koliko se ugljen-dioksida oslobađa sagorevanjem određene vrste goriva, po jedinici tako dobijene količine toplote. Izračunava se kao
{\displaystyle \mathrm {KE_{CO_{2}}} =3,\!67\,{\frac {\mathrm {g_{C}} }{\mathrm {H} }}}
gde su:
- — sadržaj ugljenika u gorivu (bezdimenzioni broj u jedinicama [] ili []),
- — toplotna moć goriva (može biti gornja ili donja toplotna moć) u jedinicama [ ili ],
- 3,67 — koeficijent stehiometrijske jednačine sagorevanja ugljenika.

Iz formule se vidi da se koeficijent emisije ugljen-dioksida izražava u jedinicama [] ili []. Pošto se u izračunavanju može upotrebiti gornja ili donja toplotna moć, pri navođenju vrednosti  mora se naglasiti koja je od njih upotrebljena.
Količina CO2 emitovanog pri sagorevanju nekog goriva, direktno zavisi od tri faktora:
- Količine potrošenog goriva,
- Sadržaja ugljenika u tom gorivu,
- Potpunosti sagorevanja ugljenika.

Ovako izračunat koeficijent uzima u obzir samo tzv. direktnu emisiju 2, tj. onu iz procesa sagrevanja, zanemarujući emisiju iz procesa proizvodnje. Tako izračunati koeficijent se može znatno razlikovati, što je posebno značajno kod biogoriva.